# Naso elettronico
Il naso elettronico è definito come uno strumento che comprende un insieme (array) di sensori elettrochimici parzialmente specifici e un appropriato sistema di riconoscimento dell’impronta olfattiva (pattern recognition system), capace di riconoscere odori semplici o complessi. Può essere definito come un sistema biomimetico, progettato cioè per imitare il funzionamento dei sistemi olfattivi che ritroviamo in natura come quello dei mammiferi o più specificatamente quello umano. Come il naso umano, il naso elettronico non esegue una speciazione chimica dell’odore analizzato, per cui non è in grado di identificarne le singole molecole che lo compongono, ma l’insieme di sensori produce una sorta di “impronta olfattiva”, che può essere classificata sulla base di un database di riferimento acquisito dallo strumento in una preliminare fase di addestramento.
Grazie alle potenzialità dello strumento di fornire analisi dell’odore in maniera continuativa e con un costo relativamente contenuto, dal momento della sua comparsa, alla fine degli anni ’80 del secolo scorso, le applicazioni del naso elettronico sono state studiate e proposte in diversi ambiti, quali:
- l'industria alimentare, per il riconoscimento di alimenti di diversa provenienza (anti-sofisticazione) o il monitoraggio della freschezza o della shelf-life dei prodotti alimentari;[3]
- il settore biomedicale, prevalentemente per la diagnosi non invasiva di diverse patologie - oncologiche e non - tramite l'analisi dell'odore di fluidi biologici;[4]
- l'ambito ambientale, per il monitoraggio in continuo delle emissioni odorigene emesse da diverse tipologie di realtà industriali e di trattamento rifiuti.[5] In questo ambito, i nasi elettronici sono particolarmente interessanti per la loro capacità unica di fornire una misura continua degli odori, e di riconoscerne la provenienza, motivo per cui questo è l’unico settore per cui vi sono stati dei tentativi concreti di standardizzazione della tecnologia;[6]
- altri settori, quali ad esempio quello del controllo di processo[7] o dell'industria cosmetica.[8]

Nonostante la rapida espansione degli studi riguardanti le possibilità di applicazione dei nasi elettronici, nella pratica, le loro applicazioni industriali su larga scala sono ancora piuttosto limitate, per via di alcune problematiche specifiche legate in particolare alla ripetibilità delle risposte nel tempo, e alla riproducibilità degli strumenti stessi.

## Storia
Nel 1961 è stato sviluppato il primo strumento per l'analisi dell'odore con un funzionamento prettamente meccanico (naso meccanico). I primi nasi elettronici sono stati sviluppati nel 1964 da Wilkens e Hatman il cui strumento era basato sulle reazioni redox degli odoranti su uno specifico elettrodo,  e nel 1965 da Buck e, Dravieks e Trotter, considerando, rispettivamente, uno strumento basato sulla modulazione della conduttività e del potenziale di contatto da parte degli odoranti. Nonostante ciò, l'idea di naso elettronico sviluppato come una serie (array) di sensori è stata sviluppata nel 1982 da Persaud e Dodd presso l'Università di Warwick nel Regno Unito e negli anni 1985 e 1987 da Kaneyasu e Ikegami. Alla luce dei risultati ottenuti in questi anni, il termine "naso elettronico" è stato usato per la prima volta nel 1987 in una conferenza tenuta da J.W. Gardner dal titolo "Pattern recognition in the Warwick Research Organisation", ma la prima conferenza completamente dedicata allo sviluppo dei nasi elettronici è stata tenuta solo nel 1990. Dal 1994, la conferenza ISOEN (International Symposium on Olfaction and Electronic Noses) offre un consesso internazionale biennale in cui discutere dello sviluppo dei nasi elettronici e delle loro applicazioni. La conferenza è tuttora promossa da ISOCS (International Society on Olfaction and Chemical Sensing) il cui compito specifico è lo sviluppo della scienza e delle tecnologie dell'olfatto artificiale. Secondo una definizione proposta da Gardner e Bartlett nel 1994, con il termine naso elettronico si intende “Uno strumento che comprende un insieme (array) di sensori elettrochimici parzialmente specifici e un appropriato sistema di riconoscimento dell’impronta olfattiva (pattern recognition system), capace di riconoscere odori semplici o complessi”.

## Architettura del naso elettronico
Come suggerisce il nome stesso, il naso elettronico è uno strumento che emula la struttura del naso umano. Lo strumento è composto da una serie di sensori con specificità parziale e un appropriato sistema di riconoscimento, in grado di riconoscere odori semplici o complessi. 
L'architettura del naso elettronico può essere suddivisa nelle seguenti componenti principali:
- Sistema di campionamento: rappresenta il sistema che “trasporta” l’aria da analizzare all’interno dello strumento ed, in particolare, verso gli elementi sensibili. Può trattarsi banalmente di una pompa in grado di aspirare il gas da un apposito sacchetto, o dall’aria ambiente, oppure può comprendere sistemi più sofisticati di regolazione della temperatura e umidità del flusso in ingresso. Volendo fare un parallelo con il sistema olfattivo umano, il sistema di campionamento potrebbe essere assimilato all’atto dell’inspirazione.[9]
- Sistema di rilevamento/analisi: l’azione dei recettori olfattivi che si trovano all’interno del naso umano è simulata da un certo numero di sensori sensibili ad una vasta gamma di odoranti. Questi sensori sono solitamente inseriti in un’apposita camera, e quando entrano in contatto con l’aria da analizzare producono dei segnali di risposta che corrispondono alle variazioni di alcuni parametri fisici (quali ad esempio massa, resistenza elettrica, o frequenza di oscillazione).[17]
- Sistema di acquisizione e compressione dei segnali: la variazione del parametro fisico del sensore deve essere “trasformata” in un segnale elettrico per poter essere poi trasmessa al sistema di elaborazione. Ancora una volta, cercando di effettuare un parallelo con il sistema olfattivo umano, questa operazione è quella del bulbo olfattivo, che mette insieme le informazioni derivanti dalle migliaia di recettori nasali e le trasforma in un segnale elettrico che viene inviato al cervello.[18]
- Sistema di elaborazione e riconoscimento degli odori: nel cervello umano, gli stimoli trasmessi attraverso il nervo olfattivo vengono elaborati, e confrontati al background di esperienze e informazioni che l’essere umano ha elaborato nel corso della propria vita. È ovviamente difficile riprodurre con le tecnologia il funzionamento complesso e profondo del cervello umano; i nasi elettronici possono essere dotati di sistemi software anche molto sofisticati, che grazie ad opportuni algoritmi di intelligenza artificiale riescono a elaborare i segnali dei sensori, riconoscendo gli odori analizzati.[19]

Da quanto sopra esposto, appare evidente che, come il naso umano, il naso elettronico non esegue un’analisi chimica dell’odore analizzato, per cui non è in grado di identificarne la composizione, ma l’insieme di sensori produce una cosiddetta “impronta olfattiva”, che può essere classificata sulla base di un database di riferimento acquisito dallo strumento in una preliminare fase di addestramento. Pertanto, affinché un naso elettronico possa distinguere ed identificare, ad esempio, l’odore di una mela da quello di un’arancia, è necessario che prima lo strumento sia stato istruito a riconoscere che cos’è l’odore di mela, e che cos’è l’odore di arancia.
L'architettura di un naso elettronico è significativamente dipendente dall'applicazione di riferimento per il quale viene progettato, soprattutto nel metodo di campionamento dell'aria, nella scelta dei sensori da implementare e nella necessità di implementare dei sistemi di compensazione di alcuni parametri, come ad esempio l'umidità, nel caso di installazioni all'aperto (outdoor).

### Sistema di rilevazione dei gas
Il “cuore” del naso elettronico è rappresentato dalla matrice di sensori per la rilevazione dei gas.
I composti volatili responsabili della sensazione olfattiva interagiscono con la superficie del sensore provocando un cambiamento in alcune proprietà chimico-fisiche dello stesso. La variazione della grandezza fisica che caratterizza l'elemento sensibile viene poi trasdotta, cioè trasformata, in un segnale elettrico che può essere elaborato in seguito.
Il numero e la tipologia di sensori impiegati nel naso elettronico è variabile in funzione dello strumento e della specifica applicazione. La maggior parte dei nasi elettronici impiega un numero di sensori compreso fra 4 e 12, anche se attualmente vi sono sistemi che arrivano fino a 32 sensori.
Indipendentemente dalla tipologia di sensori utilizzati, è fondamentale che vengano ridotte al minimo le interferenze legate alle variazioni di temperatura e umidità, che possono influire negativamente sulla rilevazione degli odori.
Le caratteristiche fondamentali dei sensori impiegati nei nasi elettronici riguardano la loro sensibilità nei confronti delle sostanze di interesse, che ovviamente dipendono, sia in termini di qualità che di concentrazione, dalla specifica applicazione. Le caratteristiche di sensibilità dei sensori possono essere migliorate applicando tecniche specifiche quali ad esempio la modulazione del sensore con la temperatura.
In generale, i sensori impiegati nei nasi elettronici sono caratterizzati da parziale specificità, che consente di analizzare miscele odorigene di composizione complessa con un numero limitato di sensori.
Altre caratteristiche importanti sono la velocità della risposta (che deve essere dell’ordine di qualche minuto al massimo), la ripetibilità e la stabilità nel tempo dei segnali, e la riproducibilità del sensore. Quest’ultima caratteristica è fondamentale al fine di evitare che, a fronte della sostituzione di un sensore, il sistema debba essere ricalibrato.
I nasi elettronici possono impiegare sensori di diversa tipologia. Storicamente, i nasi elettronici commerciali montavano sensori dello stesso tipo, anche se oggi sono sempre più diffusi degli strumenti “ibridi”, basati sull’utilizzo contemporaneo di sensori differenti.

#### Sensori
I sensori più comunemente utilizzati nei sistemi olfattivi elettronici si possono distinguere in quelli a variazione di conducibilità, quelli piezoelettrici sensibili alla massa, i MOSFET, quelli elettrochimici e quelli ottici.
Altri sensori che possono essere implementati per l'analisi dell'odore sono i sensori colorimetrici, sensori PID (rilevatore a fotoionizzazione) e sensori FID (rilevatore a ionizzazione di fiamma).

##### Sensori a variazione di conducibilità

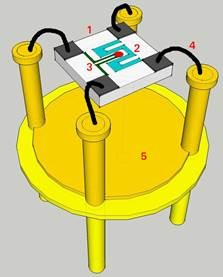
Esempio di sensore MOS: 1. Substrato ceramico; 2. Resistenza riscaldante; 3. Materiale attivo; 4.Wire bonding; 5. Supporto metallico (Socket)

In genere questi sensori sono costituiti da uno strato di materiale attivo composto da ossidi metallici o polimeri conduttivi, da elettrodi di platino, alluminio o oro, un substrato di silicio, vetro o plastica e una resistenza riscaldante, implementata solo nel caso degli ossidi metallici, costituita normalmente da una traccia o un filo di platino metallico. Nei sensori a variazione di conducibilità l'interazione delle molecole odorigene con lo strato di materiale attivo del sensore provoca una variazione della conducibilità del materiale attivo stesso rispetto al valore di conducibilità assunto in condizioni di riferimento. 
- Sensori MOS[25] (Metal Oxide Sensors): questi sensori sono costituiti da film di ossidi metallici semiconduttori (e.g. SnO2, In2O3, WO3, ZnO) supportati su un supporto ceramico (e.g. allumina). Inoltre, in genere questi sensori sono dotati di una resistenza riscaldante in quanto per poter funzionare necessitano di essere riscaldati ad alte temperature, fra i 200 e i 500 °C. Nei sensori a ossidi di semiconduttori la risposta del sensore a contatto con l'aria odorigena è dovuta ad un'interazione gas-solido con lo strato attivo di ossido metallico che provoca una variazione della resistività elettrica del sensore, generando un cambiamento di pendenza della curva di resistenza del sensore rispetto alla curva di riferimento. Infatti, nel momento in cui l'aria di riferimento è insufflata sul sensore, quest'ultimo adsorbe l'ossigeno formando una barriera di potenziale sui bordi dei grani di ossido dello strato attivo che si oppone alla conduzione, aumentando così la resistività del sensore. Al contrario, quando il sensore entra in contatto con l'aria odorigena l'ossigeno viene desorbito per reazione con i gas riducenti in essa presenti aumentando, di conseguenza, la conducibilità del sensore stesso. Questi sensori sono generalmente aspecifici, sensibili all'umidità e sono affetti dal fenomeno del drift, ossia la loro risposta tende a variare nel tempo. Per questo è necessario implementare degli algoritmi di correzione della deriva della risposta nella fase di elaborazione dei dati[26].
- Sensori a polimeri conduttori[27] (CP): il materiale attivo di questi sensori è costituito da polimeri aromatici o eteroaromatici (e.g. politiofeni, polianiline, polipirroli), mentre gli elettrodi sono generalmente di oro. Come nel caso dei sensori MOS, la variazione di conducibilità del sensore è dovuta all'interazione delle molecole volatili con la superficie dello strato attivo, cioè in questo caso del polimero. La peculiarità di tali sensori è che essi possono lavorare a temperatura ambiente e non hanno bisogno di un elemento riscaldante. Questi sensori sono particolarmente sensibili all'umidità, in quanto le molecole di acqua tendono ad interferire sull'adsorbimento delle molecole volatili che diminuisce drasticamente, inficiando negativamente la performance del sensore stesso. Come per i MOS, anche in questo caso le risposte dei sensori subiscono una deriva nel tempo dovuta all'invecchiamento del materiale attivo polimerico. Questi sensori risultano essere scarsamente riproducibili.
- Sensori a polimeri conduttori intrinseci[28] (ICP): questi sensori si basano sull'adsorbimento dei composti organici volatili sullo strato di materiale attivo che, in questo caso, è composto da un polimero, costituito da molecole con legami coniugati, che viene "drogato" addizionandolo con sostanze elettron-accettrici con l'obiettivo di creare un movimento di cariche responsabile dell'elevata conducibilità elettrica del materiale. In questo modo questi sensori si comportano da semiconduttori.

##### Sensori piezoelettrici
I sensori piezoelettrici basano il loro funzionamento su un cambiamento di massa sulla superficie del materiale attivo. Infatti, l'interazione con le specie chimiche volatili presenti in aria provoca una variazione della massa sulla superficie del materiale attivo causando una variazione della frequenza di risonanza del materiale stesso.
- Microbilance al quarzo[29] (QCM): questi sensori sono costituiti da un disco risonante di pochi millimetri di diametro di materiale piezoelettrico monocristallino rivestito da materiale polimerico. Applicando un campo elettrico al disco si ottiene un'oscillazione meccanica dovuta alle proprietà piezoelettriche del cristallo. Nel momento in cui le molecole vengono adsorbite sulla superficie del disco, esse provocano un aumento della massa del sensore portando ad una diminuzione della frequenza di risonanza. Come per i sensori a polimeri conduttori, anche questi sono estremamente sensibili all'umidità, presentano uno scarso potenziale di riproducibilità e la loro risposta è variabile nel tempo a causa dell'invecchiamento del materiale attivo. Inoltre, questi sensori necessitano un'elettronica di controllo e di lettura del sensore complessa in modo che siano in grado di leggere le variazioni di frequenza subite dal sensore.
- Sensori ad onde acustiche superficiali[30] (SAW): questi sensori sono costituiti da un sottile parallelepipedo di materiale piezoelettrico (e.g. quarzo, niobato di litio, tantalato di litio, ossido di zinco e ossido di bismuto germanio) rivestito di materiale attivo alle cui estremità sono attaccati due transduttori, uno in ingresso e uno in uscita. Il materiale più usato per il substrato di materiale piezoelettrico è il quarzo in quanto risulta essere il più stabile alla variazione di temperatura. Applicando un segnale elettrico al trasduttore in ingresso viene generata un'onda acustica che si propaga in direzione del transduttore in uscita posto all'estremità opposta. Nel momento in cui l'onda acustica raggiunge il trasduttore in uscita viene generato un segnale elettrico confrontato poi con il segnale elettrico di partenza. Risulta possibile quindi rilevare la variazione di massa dovuta all'adsorbimento delle specie chimiche gassose osservando le differenze di frequenza o di fase tra il segnale generato in ingresso e quello generato in uscita dal secondo trasduttore.

##### Sensori MOSFET
I sensori MOSFET sono dei sensori aspecifici che si basano sul cambiamento di potenziale elettrostatico, in quanto operano come un transistor a cui viene applicato un potenziale che influisce sulla sua conduttività. Essi sono costituiti da tre strati: il gate metallico, un sottile strato di materiale catalizzatore (e.g. metalli nobili come il platino o il palladio) e l'isolante. Nel momento in cui l'aria odorigena fluisce sulla superficie del sensore, le molecole gassose reagiscono attraverso una reazione catalitica con il metallo nobile su cui viene sviluppato dell'idrogeno. Quest'ultimo diffonde attraverso la superficie del catalizzatore, modificando il campo elettrico e, di conseguenza, anche la corrente che fluisce attraverso il sensore. La variazione di tensione che viene registrata, necessaria per riportare la corrente al valore iniziale, rappresenta la risposta del sensore. Questi sensori sono stabili, anche alle alte temperature, e hanno una buona riproducibilità.

##### Sensori elettrochimici
I sensori elettrochimici sono una classe di sensori generalmente specifici che possono essere implementati nell'array di sensori del naso elettronico a seconda dell'applicazione, nel caso in cui ad esempio si conoscano alcune sostanze gassose specifiche (e.g. NH3, H2S, CH2O, NOx, CO2, O2, H2) presenti nell'aria da analizzare. Essi sono costituiti da un elettrodo di lavoro, un contro elettrodo e, normalmente, da un elettrodo di riferimento, tutti a contatto con un elettrolita liquido o solido. L'elettrodo di lavoro è posto nella parte iniziale di una membrana di Teflon porosa al gas, ma impermeabile all'elettrolita. Le molecole gassose diffondono nel sensore e attraverso la membrana all'elettrodo di lavoro provocando una reazione elettrochimica che può essere sia di ossidazione sia di riduzione). In entrambi i casi si ha un flusso di elettroni attraverso il circuito esterno, ma nel caso di una reazione di ossidazione gli elettroni fluiscono dall'elettrodo di lavoro al contro elettrodo, mentre nel caso di una reazione di riduzione gli elettroni fluiscono dal contro elettrodo all'elettrodo di lavoro. Il flusso di elettroni generato corrisponde ad una corrente proporzionale alla concentrazione del gas. In questo caso, infatti, i sensori restituiscono un valore di concentrazione del gas obiettivo della rivelazione con limiti di detezione a partire da pochi ppb (parts per billion).

##### Sensori ottici
I sensori ottici convertono dei raggi luminosi in un segnale elettronico. In generale essi sono costituiti da una sorgente luminosa che genera delle radiazioni sotto forma di onde, una piattaforma di rilevamento su cui le onde interagiscono e un rilevatore di luce che, sulla base dell'intensità, della fase, della lunghezza d'onda o della distribuzione spettrale identifica e quantifica le specie gassose. Tra i sensori ottici che possono essere implementati nella serie di sensori all'interno del naso elettronico ci sono, ad esempio, fotometri a infrarossi e fotometri a UV. Il fotometro a infrarossi misura l'assorbimento della radiazione infrarossa dovuta alla rotazione o alla vibrazione dei legami atomici per mezzo di rilevatori termici, piroelettrici o fotoacustici al fine di identificare e quantificare le sostanze, mentre il fotometro a UV misura l'assorbimento delle specie gassose per mezzo di un fotodiodo al fine di identificare il numero di molecole presenti nel flusso di molecole in assenza di interferenze chimiche.

### Sistema di elaborazione dei segnali

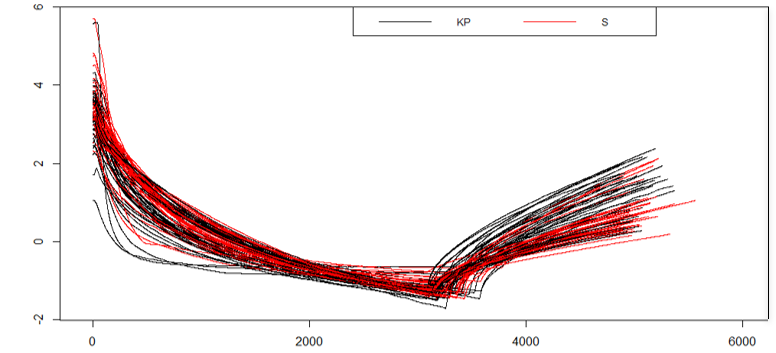
Curve di resistenza dei segnali dopo la fase di pre-processing dei segnali

I segnali provenienti dai sensori di un naso elettronico sono tipicamente rappresentati da delle curve, come quelle illustrate in figura.
Tali curve devono essere opportunamente elaborate al fine di ottenere la cosiddetta “impronta olfattiva” dell’odore analizzato. 
L'elaborazione dei segnali può essere suddivisa in tre stadi:
1. Pretrattamento delle risposte dinamiche per la correzione della deriva delle risposte dei sensori e l'eliminazione degli stati di transitorio nella risposta per l'analisi dei dati;[35]
2. Estrazione delle caratteristiche (features extraction);[36]
3. Classificazione e riconoscimento dell'impronta olfattiva (pattern recognition) dei campioni odorigeni analizzati.[37]

Come discusso nel paragrafo precedente, ogni sensore fornisce una risposta legata alla variazione di una grandezza fisica che caratterizza il sensore stesso, come ad esempio la variazione di conducibilità, la frequenza di risonanza o la massa. Da ogni curva di risposta dei sensori possono essere estratte delle caratteristiche, cioè dei parametri (e.g. pendenza del segnale, area sottesa alla curva, valore di resistenza, ecc..) descrittivi della curva stessa. L'estrazione delle caratteristiche ha lo scopo non solo di individuare le informazioni rilevanti ai fini della classificazione, tendenzialmente contenute in maniera ridondante nell'insieme di dati, ma anche di ridurre la dimensionalità del dataset su cui basare l'elaborazione. A questo scopo vengono applicate delle tecniche di analisi statistica multivariata per la riduzione dello spazio dimensionale delle caratteristiche estratte. Sulla base delle caratteristiche estratte è possibile rappresentare ogni misura come un punto in uno spazio n-dimensionale, dove n è il numero di sensori della matrice (array). La tecnica più comunemente impiegata per la riduzione dello spazio dimensionale è la PCA (Analisi delle componenti principali) che proietta i punti corrispondenti ad ogni misura in uno spazio m-dimensionale, in cui m corrisponde al numero degli assi delle componenti principali. Le componenti principali sono le proiezioni delle risposte dei sensori lungo le direzioni di massima variazione delle stesse mantenendo il maggior numero di informazioni contenute nell'insieme di dati. La proiezione dei dati lungo i nuovi assi produce un grafico rispettivamente bi- o tridimensionale, a seconda che vengano considerate due o tre componenti principali, che consente di visualizzare le informazioni contenute nelle risposte dei sensori dimostrando la presenza o meno di una corretta discriminazione delle diverse classi di odore considerate raggruppate in clusters (clustering). I punti corrispondenti ad una stessa classe di odore si raggrupperanno in una regione limitata dello spazio m-dimensionale delle misure, lontano dai punti di misura corrispondenti ad una classe odorigena differente.

### Algoritmi di classificazione
Le operazioni di riconoscimento e classificazione degli odori avvengono mediante l’applicazione di specifici algoritmi matematici caratteristici del machine learning e dell’intelligenza artificiale, che consentono di confrontare le analisi effettuate dal naso elettronico con il suo archivio di dati di riferimento acquisiti in fase di addestramento.
Gli algoritmi più comunemente impiegati nei nasi elettronici per il riconoscimento delle impronte olfattive ("pattern recognition") sono elencati di seguito:
- K-NN[41] (k-Nearest Neighbour): questo algoritmo calcola la distanza tra un punto di classe ignota proiettato nello spazio definito dalle componenti principali e i punti di cui è nota la classe già presenti nello spazio stesso. Il punto di classe ignota viene così classificato sulla base della classe dei k punti più vicini ad esso.
- DFA[42] (Discriminant Function Analysis): questo algoritmo classifica un punto di classe ignota sulla base del valore assunto dalla funzione discriminante calcolata rispetto al valore di riferimento che cerca di massimizzare la distinzione tra i punti appartenenti alle diverse classi di odore. In questo modo il punto di classe ignota viene classificato in base al valore minimo della funzione discriminante rispetto ad un determinato cluster di punti con classe nota.
- PLS-DA[43] (Partial Least Square Discriminant Analysis): questo algoritmo classifica un punto di classe ignota sulla base di un modello di regressione costruito sui dati osservati per quantificare la relazione tra due gruppi di variabili.
- RF[44] (Random Forest): questo algoritmo si basa sulla creazione e combinazione di diversi alberi decisionali in un unico modello. L'output di tale modello di classificazione risulta essere l'attribuzione alla classe restituita dal maggior numero di alberi.
- SVM[41] (Support Vector Machine): questo algoritmo costruisce un modello individuando un iperpiano in grado di dividere il set di dati in diverse classi. Il confine tra le diverse classi è definito confine decisionale. I punti di classe ignota più lontani dall'iperpiano hanno maggiore probabilità di essere classificati correttamente dall'algoritmo.
- ANN[45] (Artificial Neural Networks): questi algoritmi sono organizzati in strati, ognuno dei quali costituiti da un certo numero di nodi che in uscita forniscono un segnale ottenuto secondo una specifica funzione di attivazione che correla l'input e l'output. L'output di classificazione finale è dato dalla somma dei pesi che vengono attribuiti agli output di classificazione di ogni nodo.

## Applicazioni
Di seguito si descrivono brevemente i tre principali settori di applicazione del naso elettronico: ossia il settore del monitoraggio ambientale, l'ambito biomedicale e l'industria alimentare.

### Ambito ambientale

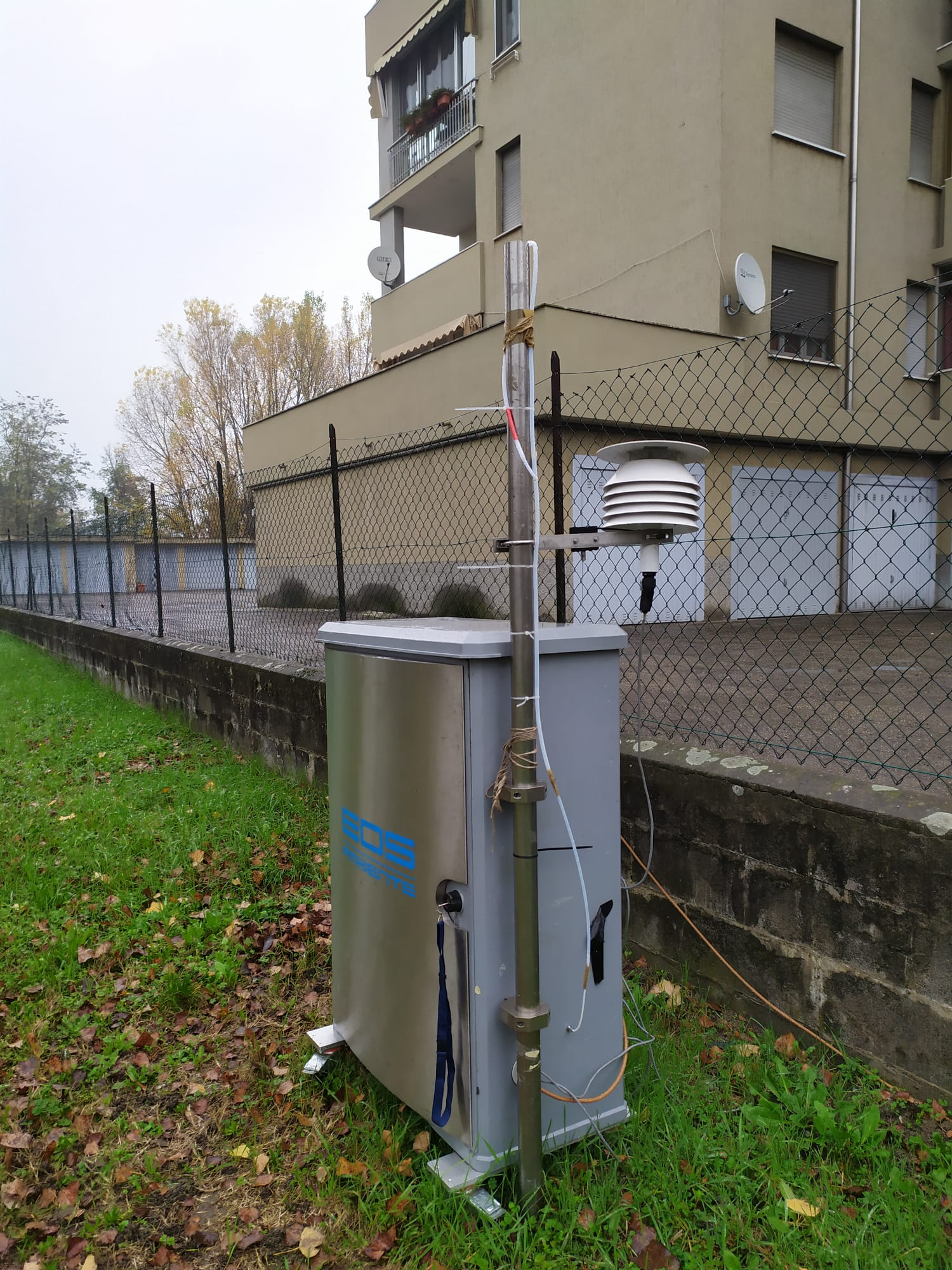
Naso elettronico durante il monitoraggio in continuo al ricettore

I nasi elettronici sono ad oggi utilizzati in molteplici applicazioni di carattere ambientale volte all' identificazione e alla quantificazione di inquinanti in matrici ambientali (acque, aria, suolo) o alla rivelazione, qualificazione, quantificazione e localizzazione di sorgenti odorigene e malodori.
Nel primo caso i nasi elettronici sono addestrati al fine di quantificare in termini concentrazionali la presenza di particolari inquinanti di interesse ad esempio Diossido di Azoto, Ozono, Monossido di Carbonio, Diossido di Zolfo per applicazioni alla misura pervasiva dell'inquinamento atmosferico.
Oggi, gli odori derivanti da attività industriali rappresentano un’importante forma di inquinamento atmosferico, e sono fra le cause principali delle lamentele da parte dei cittadini alle autorità locali. In Italia, i problemi di “odore” sono spesso all’origine di contenziosi, e costituiscono il fattore limitante nella realizzazione di nuovi impianti o nell’esercizio di impianti esistenti. Per questo motivo, si è creata in questi anni l’esigenza di sviluppare tecniche specifiche per la misura degli odori e per la valutazione di impatto olfattivo.
Tra tutte le tecniche che possono essere utilizzate al fine di oggettivare la sensazione olfattiva, il cosiddetto “naso elettronico” è l’unico strumento capace di misurare in continuo gli odori, ed è quindi l’unico metodo adatto alla determinazione strumentale dell’impatto olfattivo. Inoltre, il naso elettronico è ad oggi l’unico metodo in grado di riconoscere la qualità dell’odore rilevato, identificandone la provenienza.
Sono queste le principali ragioni per cui i nasi elettronici, che fino a qualche anno fa erano visti con una certa diffidenza come strumenti per la sola ricerca da laboratorio, si stanno sempre più affermando come veri e propri strumenti “da campo” per il controllo della qualità dell’aria.
In particolare in Italia, negli ultimi anni, si è osservata una crescente diffusione dei nasi elettronici per la valutazione di impatto olfattivo di diverse realtà industriali. Attualmente, diverse aziende – in particolare appartenenti all’ambito del trattamento rifiuti, ma non solo – hanno prescrizioni autorizzative che prevedono l’utilizzo di uno o più nasi elettronici per il monitoraggio delle proprie emissioni odorigene.
In ambito ambientale, il naso elettronico può essere impiegato con diverse finalità:
- per la determinazione di impatto olfattivo al ricettore:[49] in questo tipo di applicazione, il naso elettronico viene installato direttamente al ricettore, ossia dove viene lamentata la molestia odorigena, con lo scopo specifico di analizzare in continuo l’aria ambiente e rilevare la presenza di odori (come scostamento rispetto alle condizioni di “fondo ambientale”) e determinarne la provenienza. Questo approccio è molto utile nei casi in cui una caratterizzazione minuziosa della sorgente che ne consenta l’implementazione in un modello di dispersione sia difficilmente ottenibile.[50]
- Per il monitoraggio in continuo degli odori all’emissione[51] o a confine di impianto.[23] Questo tipo di applicazione è particolarmente interessante per la possibilità di valutare delle soglie di allarme sulla base delle quali identificare in tempo reale delle situazioni potenzialmente critiche e quindi intervenire rapidamente al fine di ridurre al minimo la durata dell’evento odorigeno.[52] I nasi elettronici possono essere impiegati anche all’uscita di sistemi di abbattimento delle emissioni, al fine di verificarne in tempo reale l’efficienza di abbattimento.

L’utilizzo del naso elettronico per il monitoraggio ambientale degli odori è menzionato e previsto nelle più recenti linee guida specifiche in materia di odore presenti sul territorio Italiano (quali ad esempio la DGR Regione Piemonte, n. 13-4554 del 9 gennaio 2017 “L.R. 43/2000 - Linee guida per la caratterizzazione e il contenimento delle emissioni in atmosfera provenienti dalle attività ad impatto odorigeno”; Linea Guida ARPA Emilia-Romagna “Indirizzo operativo sull'applicazione dell'art. 272Bis del D.Lgs.152/2006 e ss.mm.” del 2018; Linea Guida ARPA Friuli Venezia Giulia LG 44.01/SCE “Valutazione dell’impatto odorigeno da attività produttive”).
Questa rapida evoluzione, se da un lato porta una interessante opportunità di mercato, implica contemporaneamente una crescente responsabilità: nel momento in cui i risultati prodotti da un naso elettronico cominciano ad avere un valore “legale”, si rende necessaria l’attuazione di protocolli di qualità che garantiscano l’affidabilità dell’intero processo di monitoraggio.
In questo senso, negli ultimi anni sono stati pubblicati diversi studi che propongono delle procedure specifiche per la verifica di performance dei nasi elettronici impiegati per il monitoraggio ambientale, applicabili sia in laboratorio che in campo. L’applicazione di tali procedure è assolutamente necessaria al fine di garantire l’affidabilità dei dati prodotti dal naso elettronico sia all’utente finale che alle autorità di controllo.
È in questo contesto che, a livello italiano, a ottobre 2019 è stata pubblicata la norma UNI 11761:2019 (detta “UNI IOMS”, dove IOMS è il termine generico per indicare uno strumento per il monitoraggio strumentale degli odori). Tale norma, pur con i suoi limiti (la norma è attualmente in fase di revisione), rappresenta un passaggio importantissimo nella storia dei nasi elettronici: essa infatti è la prima norma, a livello nazionale ed internazionale, che definisce delle procedure specifiche per qualificare e verificare diversi strumenti per il monitoraggio ambientale degli odori. Questo aspetto è fondamentale sia per le autorità che per i gestori di impianto al fine di avere a disposizione uno strumento normativo che consenta di confrontare tecnologie molto diverse fra loro. La norma è stata elaborata ispirandosi ad altre norme esistenti per altre tipologie di strumenti, e fornisce gli elementi necessari alla caratterizzazione degli IOMS in termini di performance, non entrando nel merito delle caratteristiche hardware e software specifiche dello strumento (ad es. numero e tipologia di sensori, algoritmi di riconoscimento).

### Ambito biomedicale
È noto sin dall'antichità che alcune patologie producono un'alterazione dell'odore di alcuni fluidi biologici.
Negli ultimi anni è stata dimostrata anche la capacità dei cani di discriminare l'odore dei soggetti affetti da alcune malattie da quello dei soggetti sani attraverso, ad esempio, l'odore emanato dall'urina per la diagnosi del tumore prostatico, del tumore al seno, del tumore della cervice, o dal respiro per la diagnosi del tumore al polmone, o dalla pelle per la diagnosi di malattie come il melanoma, o dal sudore per malattie virali come quella da SARS-CoV-2. Pirrone et al. hanno riportato i risultati ottenuti dall'olfatto canino di diagnosticare diverse tipologie di malattie sottolineandone le incredibili potenzialità. Il più grande svantaggio di questa procedura diagnostica è la difficile standardizzazione del metodo, legato anche ad una lunga ed impegnativa fase di addestramento dei cani stessi.
Basandosi su queste evidenze sperimentali numerosi gruppi di ricerca hanno iniziato a studiare la possibilità di impiegare il naso elettronico come strumento non invasivo in grado di diagnosticare diverse patologie attraverso l'analisi dell’odore caratteristico di diversi fluidi biologici, come urina, sangue, esalato, sudore, feci e saliva.
Alcuni esempi di applicazione del naso elettronico come strumento diagnostico riguardano:
- la rilevazione del tumore prostatico[76] e altre patologie urologiche attraverso l'analisi dell'odore dell'urina.[77]
- la rilevazione di tumore al polmone o altre patologie non oncologiche, quali asma e BPCO, attraverso l’analisi dell’espirato. Attualmente esistono alcuni strumenti commerciali che vengono venduti specificatamente per l’analisi dell’espirato (Spironose® e Aeonose®).

I risultati promettenti riportati dalla letteratura lasciano ben sperare in merito alla possibilità in futuro di poter impiegare il naso elettronico come strumento complementare o alternativo agli attuali protocolli diagnostici, generalmente più invasivi, ed in alcuni casi caratterizzati da livelli di accuratezza perfettibili, come ad esempio nel caso del tumore alla prostata.

### Ambito alimentare
L'industria alimentare è stato uno dei primi ambiti in cui è stata applicata la tecnologia del naso elettronico. Infatti, già nel 1992 Gardner et al. avevano dimostrato la capacità di questo strumento di discriminare diverse tipologie di caffè con un'accuratezza di circa il 95%.
In generale, la complessità della maggior parte degli aromi alimentari rende difficile la loro caratterizzazione. Tuttavia, l'analisi sensoriale da parte di un gruppo di esperti è un processo costoso in quanto richiede persone addestrate che possono lavorare solo per periodi di tempo relativamente brevi. Da qui, la necessità di impiegare anche in questo settore uno strumento come il naso elettronico da implementare come tecniche oggettive per la caratterizzazione dell'odore degli alimenti.
In ambito alimentare, il naso elettronico è stato impiegato con diverse finalità:
- monitorare il gusto e/o l'aroma degli alimenti durante il processo di produzione, in cui vengono utilizzati anche alcuni strumenti commerciali (e.g. Smart Nose®);[82][83]
- controllare il processo di maturazione della frutta e di altre verdure durante il loro periodo di conservazione (dalla raccolta al consumo);[84]
- prevedere la freschezza o il deterioramento di diverse materie prime e prodotti alimentari, come frutta[85], carne[86] e pesce[87], in cui sono stati impiegati anche alcuni strumenti commerciali(e.g. AromaScan™, Cyranose 320™) ;
- valutare l'autenticità dei prodotti, come ad esempio le bevande alcoliche. In particolare sono state riportate con successo applicazioni per la differenziazione dei vini sulla base dell'origine geografica e del vitigno[88] e per il riconoscimento di adulterazioni[89][90].

Nonostante i risultati promettenti ottenuti in questi studi, la maggior parte di queste applicazioni rappresentano studi di fattibilità in cui è necessario implementare un processo di validazione dei risultati per verificarne le riproducibilità. Inoltre, il successo dell'uso dei nasi elettronici è specifico dell'applicazione, il che può limitare il loro uso.